# Diathrausta lypera
Diathrausta lypera là một loài bướm đêm trong họ Crambidae.